# Force aérienne royale norvégienne
La Luftforsvaret (Anglais : Royal Norwegian Air Force, RNoAF) désigne la force aérienne royale de Norvège. Elle fut créée, comme branche séparée des forces armées norvégiennes, le 10 novembre 1944. La force de paix RNoAF est constituée[Quand ?] d'environ 1 430 employés (cadres, personnels engagés et civils). 600 membres servent également comme réservistes. En cas de mobilisation, la RNoAF a la capacité de réunir 5 500 personnes supplémentaires.

## Histoire

### Les débuts de l'aviation norvégienne
Les vols militaires en Norvège ont débuté le 31 mai 1912. Le premier avion, le HNoMS Start (en), fut acheté avec l'argent public et fut piloté par Hans Dons, commandant en second du sous-marin HNoMS Kobben (A-1). Jusqu'en 1940 la plupart des aéronefs appartenant à la Marine et à la composante aérienne de l'armée étaient tous conceptions nationales ou construits sous licence, comme le principal bombardier de l'armée, le néerlandais Fokker C.V.

### Seconde Guerre mondiale

#### Création d'une force en pleine guerre mondiale
Avant 1944, la force aérienne norvégienne était divisé en 2 : la Norwegian Army Air Service (Hærens Flyvevaaben) et la Royal Norwegian Navy Air Service (Marinens Flyvevaaben). À la fin des années 1930, alors que la guerre semblait imminente, des avions plus moderne furent achetés à l'étranger, dont douze chasseurs britanniques Gloster Gladiator - six livrés en août 1937 et les six derniers en 1939 - et six Heinkel He 115 allemands, ces derniers destinés à l'aéronavale norvégienne. Des commandes considérables pour des aéronefs furent déposées auprès des entreprises américaines au cours des mois avant l'invasion de la Norvège, le 9 avril 1940.
La plus importante commande d'aéronefs auprès des États-Unis fut celle de deux commandes concernant l'achat d'un chasseur monoplan moderne, le Curtiss P-36 Hawk. La première, de 24 Hawk 75A-6 (avec des moteurs 1 200 ch Pratt & Whitney R-1830-SC3-G Twain Wasp), dont 19 furent livrés avant l'invasion, cependant, aucun n'était opérationnel lors de l'invasion allemande. Un certain nombre étaient encore dans leurs caisses de transport dans le port d'Oslo, tandis que d'autres se tenait à l'usine d'aviation de Kjeller, aptes au vol, mais aucun prêt au combat. En effet, certains de ces avions n'avait pas été équipé de mitrailleuses, et ceux qui avaient été équipés ne possédait pas de viseurs.
Le navire qui transportait les cinq derniers 75A-6 pour la Norvège dut être détourné vers le Royaume-Uni, où les avions furent pris en charge par la Royal Air Force. Les 19 P-36 norvégiens, seront capturés par les envahisseurs allemands et vendus à la Suomen ilmavoimat, qui les utilisa à bon escient au cours de la guerre de Continuation.
L'autre commande était celle de 36 Hawk P-36 75A-8 (avec des moteurs 1 200 ch Wright R-1820-95 Cyclone 9), dont aucun ne put être livré à temps avant l'invasion. Ces appareils serviront par la suite comme appareils d'entraînement avancé à la base norvégienne installée près de Toronto au Canada (Little Norway), établie par le gouvernement norvégien en exil à Londres, avant cédés les Hawk quelque temps plus tard aux États-Unis, re-désignés P-36G.

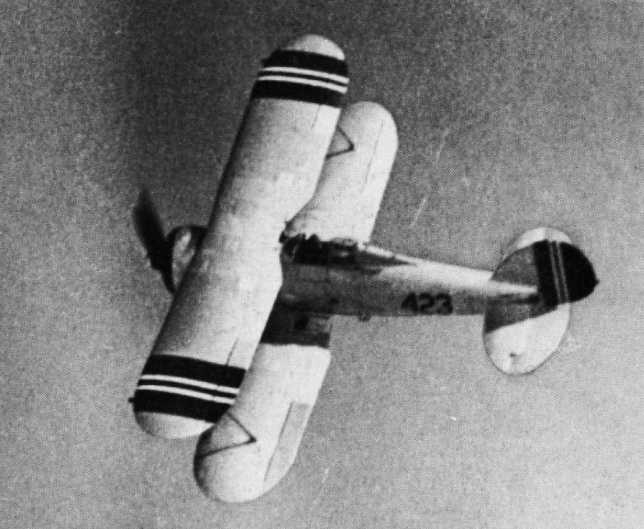
Gloster Gladiator no 423 de la Norwegian Army Air Service

Une autre commande fut aussi déposé, le 12 mars 1940, auprès du constructeur américain Northrop, dans le but de recevoir 24 hydravion N-3PB Nomad (en) visant à remplacer le biplan de patrouille maritime de la Royal Norwegian Navy Air Service MF.11, déjà obsolète pour l'époque. Aucun ne fut livré en juin 1940, mais ils furent quand même utilisé par les Norvégiens de la No. 330 Squadron RNoAF de la Royal Air Force, à partir de mai 1941, à Reykjavik, en Islande, pour des missions de convoyage et de lutte anti sous-marine.

### Fuite et exil
La situation d'infériorité numérique conduit rapidement à la défaite de la force aérienne norvégienne, même si sept Gladiator de la Jagevingen (escadre de chasse) avait défendu l'aéroport d'Oslo-Fornebu contre les forces allemandes avec un certain succès. Deux chasseurs lourds Me 110, deux bombardiers He 111 et un avion de transport Junkers Ju 52 abattus du côté allemand pour deux Gladiator perdus du côté des norvégiens : l'un abattu au sol lors de son réarmement à Fornebu, et l'autre en l'air, par le futur « as » allemand, Helmut Lent. Après le retrait des forces alliées, le gouvernement norvégien a renonça à la lutte pour la Norvège et décida d'exiler à Londres, au Royaume-Uni, le 10 juin 1940.
Seuls les aéronefs de la Royal Norwegian Navy Air Service avait la capacité de voler tout le chemin, des dernières bases restantes en Norvège du Nord au Royaume-Uni. Parmi les aéronefs norvégiens qui ont atteint les îles britanniques, se trouvait quatre hydravion de fabrication allemande, le Heinkel He 115, dont six achetés avant la guerre, et deux autres capturés aux Allemands pendant la campagne norvégienne. Un He 115 échappa également à la Finlande avant la cession de la Norvège continentale, de même que trois MF 11 ; stationné sur le lac Salmijärvi dans le Petsamo. Un Ar 196A-1 catapulté par le croiseur Admiral Hipper aux premières heures de la campagne de Norvège fut aussi capturé à Lyngstad. Remorqué jusqu’à Kristiansund par un torpilleur, il fut utilisé par la Marine royale norvégienne jusqu’à son évacuation vers la Grande-Bretagne le 18 avril. Malheureusement pour la Royal Navy cet hydravion fut détruit dans un accident alors qu’il était convoyé vers le centre d’essais en vol d’Helensburgh par un pilote britannique. À la fin de la guerre un autre Ar 196, abandonné sur une base norvégienne par la Luftwaffe, fut utilisé comme avion de liaison pendant une année par la RNoAF.
Pour les aéronefs de la Norwegian Army Air Service, la seule option pour fuir était la Finlande, où les avions seraient internés, mais du moins ne tomberaient entre les mains des Allemands. En tout, ce sont deux Fokker CV et un de Havilland Tiger Moth qui ont traversé la frontière et ont atterri sur les aérodromes finlandais juste avant la capitulation de la Norvège continentale. Tous les avions de la Marine et de l'Armée qui ont fui vers la Finlande ont été ensuite mis en service au sein de la Force aérienne finnoise;
Pour les services aériens de l'armée et de la marine établis en Grande-Bretagne, ces derniers ont été sous le commandement du Joint Chiefs of Staff. Les équipages et équipes au sol norvégiens ont été utilisés dans le cadre de la Royal Air Force, dans des escadrons entièrement norvégiens ou d'autres unités telles que la RAF Ferry Command et la Royal Air Force Bomber Command. Ainsi, le personnel norvégien a surtout été utilisé dans deux escadrons de Supermarine Spitfire : les No. 331 Squadron et RAF No. 332 Squadron du RAF 132 Wing. Le financement de ces escadrons était géré par le gouvernement norvégien exilé.
À l'automne 1940, un centre de formation norvégien, connu sous le nom "Petite Norvège" a été créé à côté de l'aéroport Billy Bishop de Toronto, au Canada.
La Royal Norwegian Air Force (RNoAF) fut créée par un arrêté royal, le 1er novembre 1944, ce qui fusionna ainsi la Norwegian Army Air Service (Hærens Flyvevaaben) et la Royal Norwegian Navy Air Service (Marinens Flyvevaaben) en une seule force aérienne. Le No. 331 Squadron défendu Londres à partir de 1941 et a obtenu le score le plus élevé de tous les escadrons de chasse situés en Angleterre du Sud-Est pendant la guerre.

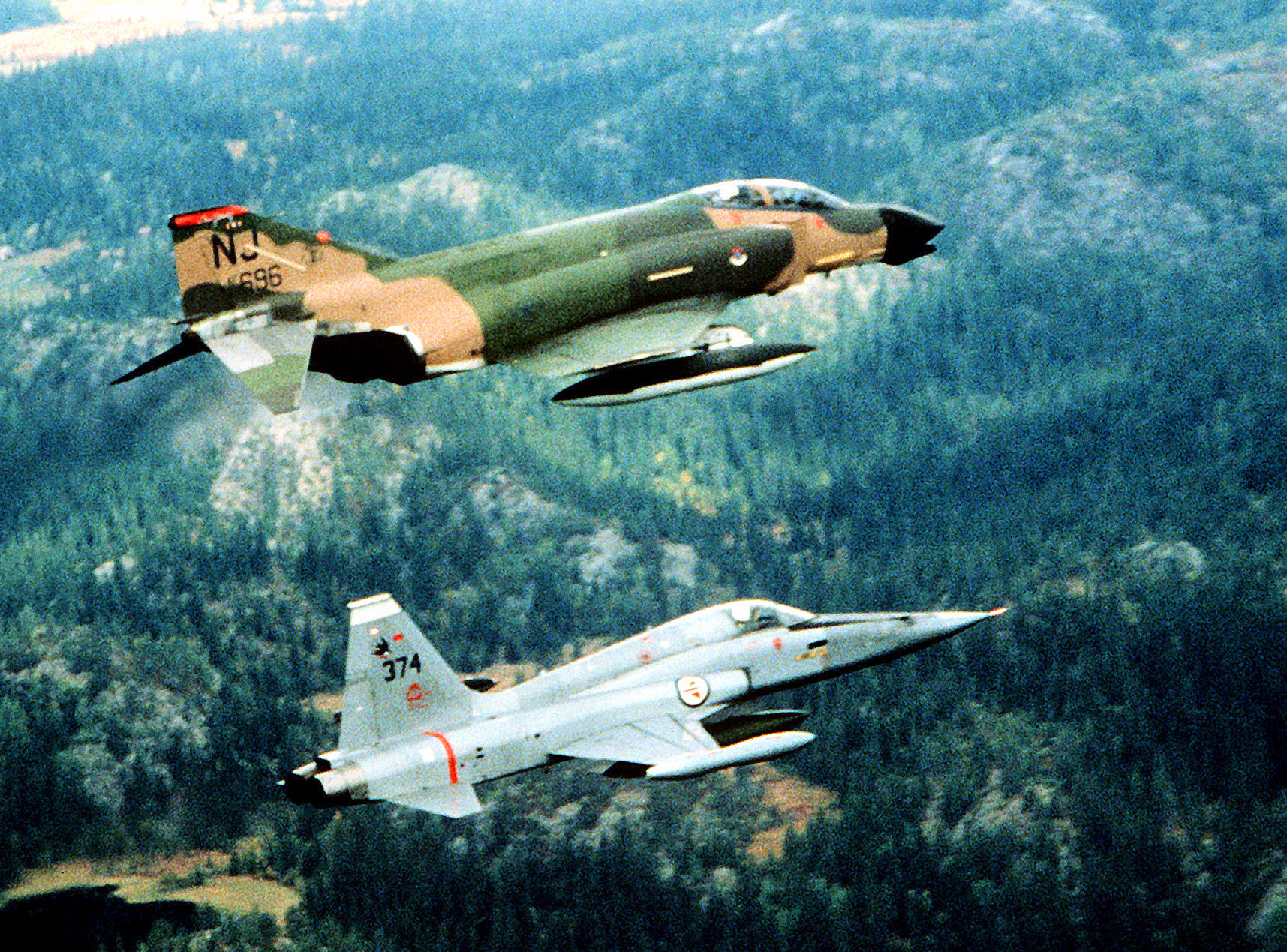
F-5A Freedom Fighter de la Royal Norwegian Air Force volant en formation serrée avec un F-4 Phantom II de la New Jersey Air National Guard lors d'un exercice en 1982.

Jusqu'au 8 mai 1945, 335 personnes ont perdu la vie tout en prenant part aux efforts de la RNoAF.

### Force aérienne d'après-guerre
Après la guerre, le Spitfire est resté en service dans la RNoAF jusque dans les années cinquante.
En 1947, la Division de surveillance et de contrôle acquiert d'abord son premier système de radar, et dans le même temps, la RNoAF obtient son premier chasseur à réaction, le De Havilland Vampire.
En 1949, la Norvège cofonda l'OTAN, et quelque temps après, l'United States Air Force l'a reçu à travers la programme d'assistance militaire. L'expansion de la Luftforsvaret s'est produite à un rythme très rapide et a encore progressé durant la guerre froide.
Tout au long de la guerre froide, la Royal Norwegian Air Force fut l'une des deux seules forces aériennes de l'OTAN - la Turquie étant l'autre - à avoir une zone de responsabilité d'une frontière terrestre avec l'Union soviétique. Ainsi, chaque année, les avions de combat norvégiens interceptaient en moyenne 500-600 avions des Républiques Socialistes Soviétiques.
En 1959, l'artillerie anti-aérienne fut intégrée à la Royal Norwegian Air Force.

### XXIesiècle
En octobre 2002, une force tri-nationale de 18 F-16 chasseurs-bombardiers norvégien, danois et néerlandais, accompagné d'un avion-ravitailleur KC-10 de la Koninklijke Luchtmacht, s'est envolés pour la base aérienne de Manas au Kirghizistan, pour appuyer les forces terrestres de l'OTAN en Afghanistan dans le cadre de l'opération Enduring Freedom.
En 2005, quatre F-16 Royal Norwegian Air Force participèrent à la sûreté aérienne de l’espace aérien des pays baltes dans le cadre de l'OTAN.

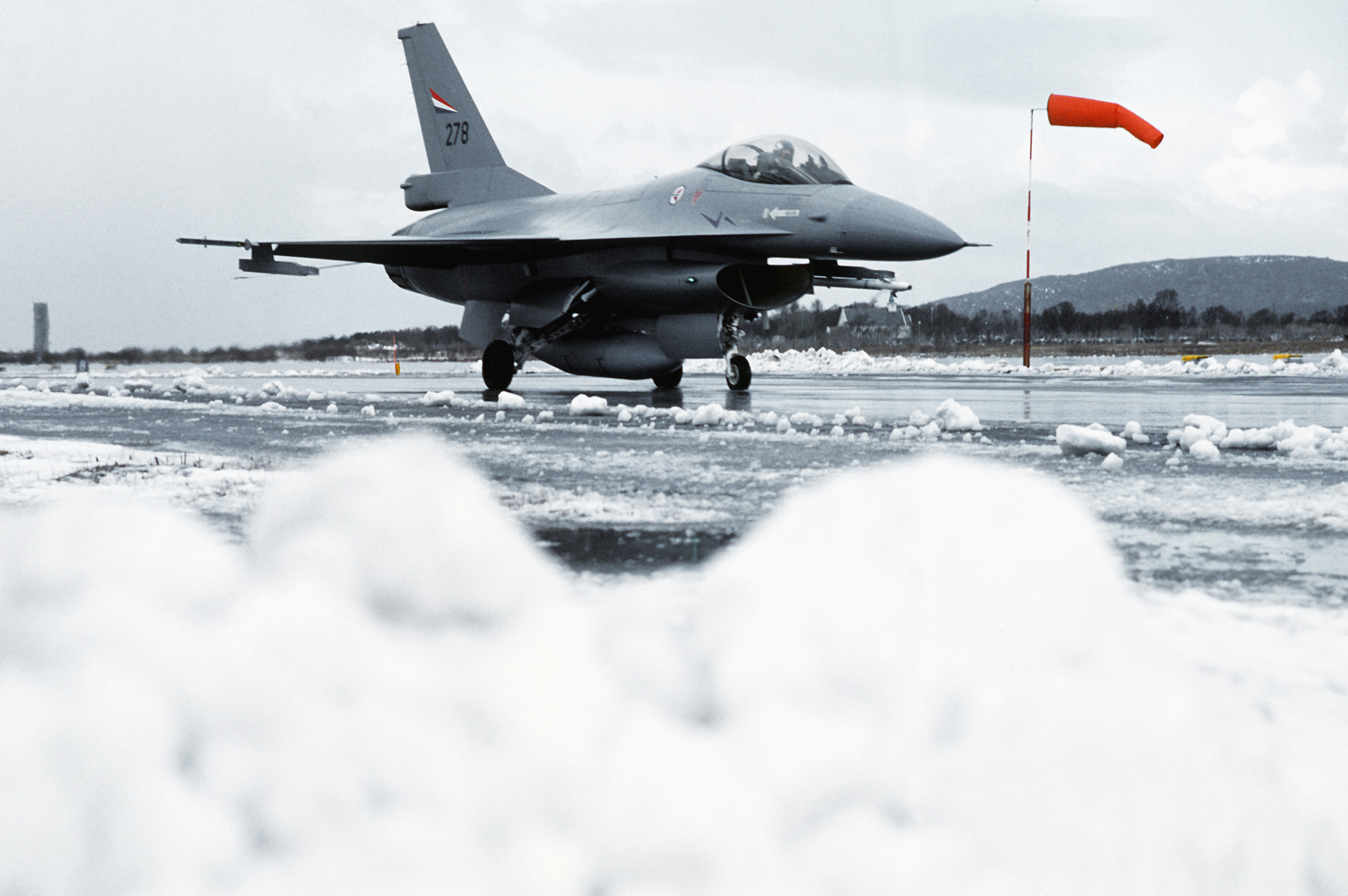
Un F-16A Fighting Falcon se prépare à décoller lors de l'exercice Alloy Express. La glace et la neige ont été poussées sur le côté de la piste.

Depuis février 2006, huit F-16 néerlandais, rejoints par quatre F-16 norvégien, participent aux appuis des troupes de la Force internationale d'assistance et de sécurité principalement dans les provinces sud de l'Afghanistan. Le détachement aérien est connu comme 1st Netherlands-Norwegian European Participating Forces Expeditionary Air Wing (1 NLD/NOR EEAW).
En 2011, dans un communiqué, le ministre des Affaires étrangères norvégien, Jonas Gahr Støre a condamné les violences faites aux « manifestants pacifiques de Libye, Bahreïn et du Yémen », en disant que des manifestations « sont l'expression du peuple dont le désir est faveur de la démocratie plus participative. Les autorités doivent respecter les droits fondamentaux tels que, des droits politiques, économique et sociale. Il est maintenant essentiel que tout parties doit faire leur possible pour favoriser le dialogue pacifique sur les réformes ». Le 19 mars 2011, le gouvernement norvégien autorisa la Royal Norwegian Air Force à participer aux missions en Libye. La Norvège a approuvé l'envoi de 6 chasseurs General Dynamics F-16 Fighting Falcon et le personnel nécessaire à la préparation de cette intervention. Ces chasseurs se sont ainsi rendus en Grèce le 21 mars, sur la base aérienne de Souda dans la baie de Souda. En mars 2011, 24 F-16 de la Royal Norwegian Air Force ont été affectés à l'opération Odyssey Dawn sous commandement de l'US North African Command. Un certain nombre F-16 norvégiens ont décollé de leurs bases en Grèce pour leur première mission sur la Libye,. Le 25 mars 2011, trois bombes à guidage laser ont été lancées par 2 F-16 de la Royal Norwegian Air Force contre des chars libyens. Au avril 2011, 15 F-16 norvégiens avaient fait plus de 80 sorties et ont largué plus de 100 bombes. En 2017, Tonje Skinnarland est officiellement nommée à la tête de la force aérienne royale de Norvège.

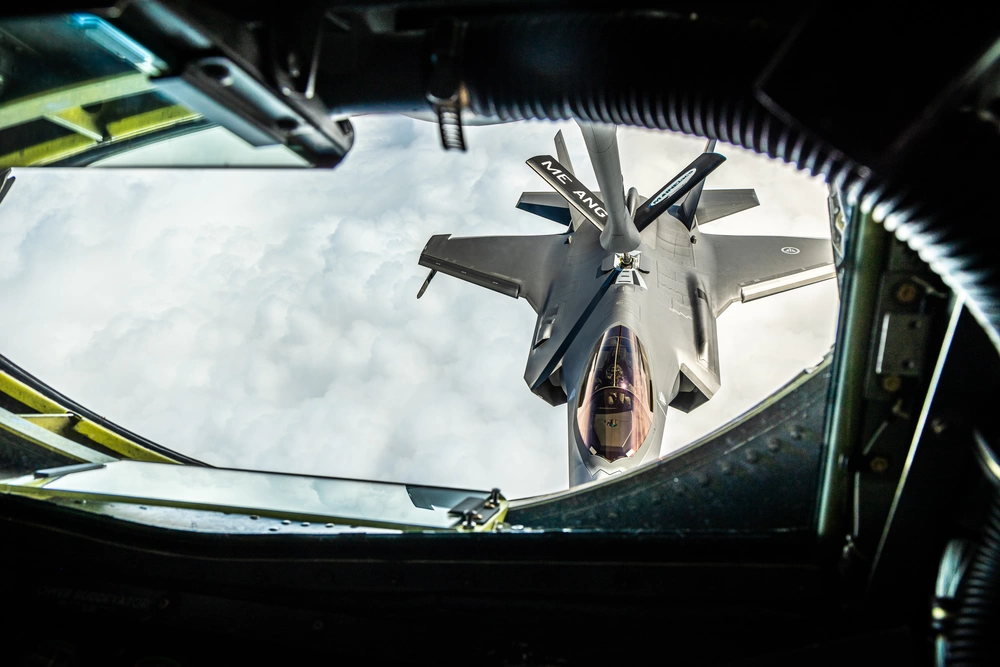
Un F-35A norvégien se ravitaille depuis un KC-135 lors de A.C.E.23.

Le 19 juin 2024, elle réactive les abris pour aéronefs de la base aérienne de Bardufoss, qui ouverte en 1938 est sa plus ancienne base en activité, devant être utilisé par les avions de combat F-35 Lighting II. Ces hangars protégés et ceux sous la montagne n’avaient plus été mis en œuvre depuis la fin de la guerre froide.

## Aéronefs
| Aéronefs                          | Origine         | Type                         | En service en 2023 | Versions        | Notes |                 |
| Avion de chasse                   | Avion de chasse | Avion de chasse              | Avion de chasse    | Avion de chasse | Avion de chasse | Avion de chasse |
| --------------------------------- | --------------- | ---------------------------- | ------------------ | --------------- | --- | --------------- |
| Lockheed-Martin F-35 Lightning II | États-Unis      | Avion de chasse multirôle    | 40                 | F-35A           | 52 exemplaires commandés à la suite de leur sélection en 2008. 3 F-35 arrivés sur la base aérienne d'Ørland le 3 novembre 2017, 7 autres sont basés sur la base aérienne de Luke et servent à la formation des pilotes. Le premier lot prévoit la livraison de deux F-35A en 2015 et deux autres en 2016. Le 1er avril 2025, à Fort Worth, Texas, les 51e et 52e F-35A sont remis à la Force aérienne royale norvégienne. |                 |
| Avion-école                       |                 |                              |                    |                 | |                 |
| Saab MFI-15 Safari                | Suède           | Avion d'entraînement         | 16                 |                 | |                 |
| Avion de transport                |                 |                              |                    |                 | |                 |
| Lockheed C-130 Hercules           | États-Unis      | Avion de transport           | 4                  | C-130J-30       | Les C-130H ont été mis hors service, et la RNoAF a accepté quatre nouveaux C-130J-30 avions. Les vieux C-130H ont été nommés Odin, Thor, Frøy, Balder, Tyr et Brage. La premièr C-130J a été livré à la RNoAF le 25 novembre 2008 et a été nommé Frigg par ministre norvégien de la Défense Anne-Grete Strøm-Erichsen. Idunn, le deuxième avion, a atterri à Gardermoen Air Station, le 10 juin 2009.                     |                 |
| Avion de patrouille maritime      |                 |                              |                    |                 | |                 |
| Boeing P-8 Poseidon               | États-Unis      | Avion de patrouille maritime | 5                  | P-8A            | |                 |
| Lockheed P-3 Orion                | États-Unis      | Avion de patrouille maritime | 3                  | UIP P-3C P-3N   | |                 |
| Hélicoptère                       |                 |                              |                    |                 | |                 |
| Bell 412                          | États-Unis      | Hélicoptère utilitaire       | 18                 | 412SP           | Sur un total de 19 avions livrés, 18 ont été assemblés par la société norvégienne Helikopter Service. |                 |
| AgustaWestland EH101 Merlin       | Italie          | Hélicoptère de secours       | 16                 |                 | 16 commandés en novembre 2013. Livrables entre 2017 et 2020 pour remplacer les Sea King. |                 |